# Liste der Baudenkmäler in Marktleuthen
Auf dieser Seite sind die Baudenkmäler in der oberfränkischen Stadt Marktleuthen zusammengestellt. Diese Tabelle ist eine Teilliste der Liste der Baudenkmäler in Bayern. Grundlage ist die Bayerische Denkmalliste, die auf Basis des Bayerischen Denkmalschutzgesetzes vom 1. Oktober 1973 erstmals erstellt wurde und seither durch das Bayerische Landesamt für Denkmalpflege geführt wird. Die folgenden Angaben ersetzen nicht die rechtsverbindliche Auskunft der Denkmalschutzbehörde.

## Ensembles

### Ensemble Marktplatz und Unterer Markt
Das Ensemble (Lage) umfasst das Zentrum des Marktortes auf einem Geländesporn, der in die Flussaue der Eger vorgelagert ist. Hierzu gehören der Marktplatz, die ihn ringförmig umschließenden Gassen und der nördlich zur Eger hinab führende Untere Markt. Die historische Bedeutung des 1314 erstmals urkundlich erwähnten Ortes ist eng mit der Querung der Eger verbunden. Diese strategische Funktion zog den Marktort innerhalb der Hussiteneinfälle des 15. Jahrhunderts, des Dreißigjährigen Krieges bzw. der Napoleonischen Kriege verstärkt in Mitleidenschaft und führte zu seiner Befestigung. Innerhalb des „Sechs-Ämter-Landes“ der Markgrafschaft Ansbach-Bayreuth wurde 1613 ein eigener Gerichtsbezirk Marktleuthen gebildet. 1791 fiel die Markgrafschaft an das Königreich Preußen, 1810 an das Königreich Bayern. 1954 wurde dem Marktort das Stadtrecht verliehen. Das Ensemble wird durch die Bebauung des Wiederaufbaus nach dem letzten Brand im Bereich des Marktes im Jahr 1843 geprägt. Die Raumkanten des Marktplatzes und die Gebäudefluchten des Unteren Marktes, der gegen die Eger leicht abfallende Ausfallstraße, bilden zweigeschossige Traufseithäuser in geschlossener Bebauung. Der Obere Markt ist ein unregelmäßig viereckiger Platz mit leichtem Gefälle nach Westen. Er bildet den Kern des ehemaligen Ackerbürgerstädtchens, das kreisförmig innerhalb einer nach Norden ausschwingenden Schleife der Eger angelegt ist. In der Mitte des Marktplatzes, auf dem höchsten Punkt der Siedlung, steht die im Kern spätgotische Pfarrkirche mit Kuppelturm sowie das 1822 errichtete, später erweiterte Rathaus mit Walmdach und Dachreiter. Diese Baugruppe wird durch prägende Baumpflanzungen betont. Die umgebenden Häuser beider Marktbereiche sind überwiegend schmucklos, mit einfachen Gliederungen zwischen den Geschossen ausgestattet. Die Eckhäuser und Abschlüsse von Gebäudezeilen verfügen über Halb- bzw. Vollwalme. Wichtig für die geschlossenen Platz- und Straßenräume sind die Schieferdächer mit kleinen stehenden Gauben. Stärkere, teilweise störende Veränderungen betreffen eine Reihe von Erdgeschosszonen und Dachausbauten. In den rückwärtigen, ringförmig um den Marktplatz angelegten Gassen am Hang des Geländesporns ist die weitgehend offene ältere Bebauung in Teilen noch vorhanden. Aktennummer: E-4-79-135-1.

### Ensemble Unterer Markt
Vom Markt abzweigende Ausfallstraße (Lage), gegen die Eger leicht abfallend, überwiegend mit zweigeschossigen Traufseithäusern aus der Zeit des Wiederaufbaus nach dem Marktbrand 1843 bebaut, am Schluss der Zeilen jeweils ein Halbwalmgiebelhaus aus der Zeit vor dem Marktbrand (Nr. 11, 18). Alle Gebäude schmucklos, die Schieferdächer mit kleinen stehenden Gauben, zum Teil noch erhalten. Durch Modernisierung verändert sind Nr. 8, 10, 11, 12, 14, 16. Aktennummer: E-4-79-135-2.

### Ensemble Ortskern Neudes
Das regelhaft parzellierte Angerdorf Neudes (Lage) ist in der Zeit zwischen 1340 und 1368 durch Albrecht Nothaft von Thierstein angelegt worden und gehörte von 1443 bis zum Ende des alten Reiches zur Stadt Wunsiedel. Zu beiden Seiten des leicht abwärts führenden sich in die bewaldete Hügellandschaft öffnenden fast rechteckigen Angers stehen zweigeschossige Wohnstallhäuser vorwiegend mit Halbwalmdächern. Die Häuser stehen bis auf den Gasthof Nr. 1 mit dem Giebel zum Anger. Die Bebauung von etwa 1840 bis 1940 verkörpert den im Fichtelgebirge verbreiteten Haustyp mit nur wenigen Abweichungen. Der hervorragend erhaltene Anger besitzt zwei Teiche, ein Kommunhaus mit Milchgruben, Tanzboden, Feuerlöscheinrichtung und Dachreiter mit Uhr sowie einen gesonderten Gartenbereich. Aktennummer: E-4-79-135-3.

## Baudenkmäler nach Ortsteilen

### Marktleuthen
| Lage                                                    | Objekt                                           | Beschreibung | Akten-Nr.              | Bild                                 |
| ------------------------------------------------------- | ------------------------------------------------ | --- | ---------------------- | ------------------------------------ |
| Bahnhofstraße 9 (Standort)                              | Ehemaliger katholischer Betsaal                  | Zweigeschossiger Bau mit polygonalem Standerker, Walmdach und Dachreiter, rückseitig geschweifter Giebel, Neubarock mit aufgeputzter Lisenengestellgliederung, 1909–1910 von Christian Winnerling | D-4-79-135-61 Wikidata | Ehemaliger katholischer Betsaal      |
| Hofer Straße nach Haus Nummer 5 (Standort)              | Reihe von vier Stadeln aus Brockenmauerwerk      | Satteldächer schiefergedeckt, Flur Nr. 288 und 290 Tor mit Granitrahmung, Flur Nr. 292 abgängig, erste Hälfte 19. Jahrhundert | D-4-79-135-1           | BW                                   |
| Humboldtstraße 1 (Standort)                             | Wohnhaus                                         | Zweigeschossiger, giebelständiger Halbwalmdachbau, verputzt, mit Eckquaderung und geohrten Fensterrahmungen, bezeichnet „1797“ | D-4-79-135-2 Wikidata  | weitere Bilder                       |
| Humboldtstraße 3 (Standort)                             | Wohnhaus                                         | Zweigeschossiger Traufseitbau, verputzt, mit geohrter Türrahmung, Stadel, verputzt, mit rundbogigem Tor, Satteldach, frühes 19. Jahrhundert | D-4-79-135-3 Wikidata  | Wohnhaus                             |
| Humboldtstraße 17 (Standort)                            | Friedhof                                         | Vor 1852 angelegt, Erweiterung nach Südosten um 1924, Friedhofskapelle, steiles Satteldach mit Dachreiter, Seitenflügel mit Walmdächern, verputzt, Kriegerdenkmal, Granit, expressionistisch, um 1924 nach Plänen von J. Schmeißner, Kapelle 2008 nach Nordosten erweitert, im seitlichen Durchgang der Kapelle zum Friedhof drei stark verwitterte barocke Grabplatten | D-4-79-135-5 Wikidata  | weitere Bilder                       |
| Kaisergasse 27 (Standort)                               | Wohnhaus                                         | Stattlicher, zweigeschossiger Bau mit Halb- bzw. Vollwalmdach, verputzt, mit geohrten Tür- und Fensterrahmungen, bezeichnet „1805“ | D-4-79-135-6 Wikidata  | weitere Bilder                       |
| Kellergasse 8 a (Standort)                              | Hohlweg mit siebzehn Felsenkellern               | Bezeichnet „1795“ bis „1878“ | D-4-79-135-52          | BW                                   |
| Marktplatz 1 (Standort)                                 | Evangelisch-lutherische Pfarrkirche St. Nikolaus | Seitlicher Turm mit Zwiebelhaube im Kern spätgotisch, das Schiff im östlichen Teil vor 1600, im westlichen Teil um 1643, Vorhalle 1935, Satteldach im Osten abgewalmt, hier erhöhter Anbau zur Aufnahme der Orgel, mit Ausstattung | D-4-79-135-7 Wikidata  | weitere Bilder                       |
| Marktplatz 2 (Standort)                                 | Wohnhaus                                         | Zweigeschossiger Bau mit abgewalmtem Schieferdach, massiv und verputzt, Haustüre bauzeitlich, um 1845, vgl. Ensemble Unterer Markt | D-4-79-135-8           | BW                                   |
| Marktplatz (vor dem Rathaus) (Standort)                 | Brunnen                                          | Viereckiges Becken aus Granit, bezeichnet „1736/1864“, mit gusseiserner Wassersäule, zweite Hälfte 19. Jahrhundert | D-4-79-135-14 Wikidata | weitere Bilder                       |
| Marktplatz (vor der Südseite der Kirche) (Standort)     | Brunnen                                          | Viereckiges Becken aus Granit, 19. Jahrhundert, mit moderner Wassersäule | D-4-79-135-15 Wikidata | weitere Bilder                       |
| Marktplatz 3 (Standort)                                 | Rathaus                                          | Dreigeschossige, dreiflügelige Anlage, massiv und verputzt, abgewalmtes Schieferdach mit Zwerchhäusern, kleinen stehenden Gauben sowie Dachreiter, 1822, erweitert 1878 | D-4-79-135-9 Wikidata  | weitere Bilder                       |
| Marktplatz 4 (Standort)                                 | Doppelwohnhaus                                   | Zweigeschossiger Walmdachbau mit gefugten Ecklisenen, massiv und verputzt, um 1845 | D-4-79-135-10 Wikidata | Doppelwohnhaus                       |
| Marktplatz 5 (Standort)                                 | Wohn- und Gasthauskomplex in Ecklage             | Unter einem abgewalmten Dach zusammengezogen, zweigeschossig, massiv und verputzt, mit versetzten Eckquadern, geohrten Fensterrahmungen und Granit-Torbogen, Mitte 19. Jahrhundert | D-4-79-135-21 Wikidata | Wohn- und Gasthauskomplex in Ecklage |
| Marktplatz 11 (Standort)                                | Wohnhaus                                         | Zweigeschossiger Bau, massiv und verputzt, mit abgewalmtem Dach an der freien Seite, um 1845 | D-4-79-135-11          | BW                                   |
| Marktplatz 17 (Standort)                                | Evangelisch-lutherisches Pfarrhaus               | Zweigeschossiger Walmdachbau mit Granit-Fensterrahmungen, massiv und verputzt, Freitreppe, um 1845, rückwärts Mauer mit Granit-Torbogen, bezeichnet „1804“ | D-4-79-135-12          | weitere Bilder                       |
| Marktplatz 18 (Standort)                                | Wohnhaus                                         | In Ecklage, zweigeschossiger Bau mit abgewalmtem Dach, genutete Ecklisenen, massiv und verputzt, um 1845 | D-4-79-135-13 Wikidata | Wohnhaus                             |
| Martin-Luther-Straße 1 (Standort)                       | Schulhaus                                        | Zweigeschossiger Walmdachbau mit Zwerchhaus und Dachreiter, massiv und verputzt, bezeichnet „1914“ | D-4-79-135-58 Wikidata | weitere Bilder                       |
| Mühlgasse 2 (Standort)                                  | Wohnhaus mit Gaststätte                          | Zweigeschossiger Walmdachbau in Ecklage, massiv und verputzt, Schieferdach mit kleinen stehenden Gauben, um 1845, störende Ladeneinbauten, vgl. Ensemble Marktplatz | D-4-79-135-16 Wikidata | Wohnhaus mit Gaststätte              |
| Mühlgasse 24 (Standort)                                 | Wohnhaus                                         | Zweigeschossiger Bau in Ecklage, massiv und verputzt, Schieferdach mit Halbwalm an der freien Seite, um 1845 | D-4-79-135-17 Wikidata | Wohnhaus                             |
| Neudeser Gasse 4 (Standort)                             | Wohnhaus                                         | Zweigeschossiger Bau mit abgewalmtem Schieferdach, am gefelderten Granit-Türstock bezeichnet „1805“, auf der Straßenseite modern verkleidet | D-4-79-135-18 Wikidata | Wohnhaus                             |
| Neudeser Gasse 18 (Standort)                            | Wohnstallhaus                                    | Eingeschossiger Bau aus Bruchsteinmauerwerk, Satteldach auf einer Seite abgewalmt, bezeichnet „1810“ | D-4-79-135-19          | BW                                   |
| Unterer Markt (bei der Brücke über die Eger) (Standort) | Kreuzstein                                       | Granit, mit erhabenem Beil, spätmittelalterlich | D-4-79-135-24 Wikidata | Kreuzstein                           |
| Unterer Markt 1 (Standort)                              | Wohnhaus                                         | Zweigeschossiger Bau in Ecklage, massiv und verputzt, mit abgewalmtem Dach, um 1845 | D-4-79-135-20 Wikidata | Wohnhaus                             |
| Unterer Markt 5 (Standort)                              | Bürgerhaus, ehemalige Bäckerei                   | teilunterkellerter zweigeschossiger Traufseitbau mit Satteldach, erbaut nach dem Stadtbrand 1843, im Erdgeschoss ehemaliges Ladenlokal und Backstube mit Dampfbackofen, um 1900 | D-4-79-135-80          | BW                                   |
| Webergasse 10 (Standort)                                | Wohnhaus                                         | Zweigeschossiger, giebelständiger Halbwalmdachbau, massiv und verputzt, gezahnte Eckquader, geohrte Fensterrahmungen, Schieferdach mit kleinen stehenden Gauben, um 1800 | D-4-79-135-25 Wikidata | Wohnhaus                             |
| Eckenholz (Standort)                                    | Gedenkstein                                      | Kreuzstein Granit, mit rautenförmig eingetieftem Feld, 15./16. Jahrhundert; am Weg nach Reicholdsgrün, bei der Abzweigung zur Eckenmühle | D-4-79-135-26          | Gedenkstein                          |

### Großwendern
| Lage | Objekt                                                             | Beschreibung | Akten-Nr.     | Bild |
| --- | ------------------------------------------------------------------ | --- | ------------- | ---- |
| Großwendern 44 (Standort)                                                                                 | Wohnstallhaus                                                      | Zweigeschossiger, giebelständiger Satteldachbau, Obergeschoss und Giebel in Fachwerk (modern verkleidet), frühes 19. Jahrhundert | D-4-79-135-29 | BW   |
| Großwendern 84 (Standort)                                                                                 | Wohnstallhaus                                                      | Zweigeschossiger Satteldachbau, massiv und verputzt, mit Granit-Türrahmungen und Eckquadern, bezeichnet „1808“                   | D-4-79-135-30 | BW   |
| Großwendern 85 (Standort)                                                                                 | Wohnstallhaus                                                      | Zweigeschossiger Halbwalmdachbau, massiv und verputzt, mit verzahnter Eckquaderung und Granittürrahmungen, bezeichnet „1804“     | D-4-79-135-31 | BW   |
| In Großwendern (Standort)                                                                                 | Kellerhügel mit sieben in den anstehenden Felsen gehauenen Kellern | 19. Jahrhundert | D-4-79-135-60 | BW   |
| In Großwendern (Standort)                                                                                 | Kellerhohlweg mit 21 Kellern                                       | 19. Jahrhundert | D-4-79-135-57 | BW   |
| In Großwendern, beim Anwesen Steinel, an der Einmündung der Ortsstraße 67 in die Ortsstraße 61 (Standort) | Kreuzstein                                                         | Mittelalterlich | D-4-79-135-32 | BW   |

### Habnith
| Lage                  | Objekt               | Beschreibung | Akten-Nr.              | Bild       |
| --------------------- | -------------------- | --- | ---------------------- | ---------- |
| Habnith 4 (Standort)  | Bauernhof            | Zweigeschossiges Wohnhaus mit Frackdach, Obergeschoss in Fachwerk, geohrte Türrahmungen, bezeichnet „1766“ | D-4-79-135-33 Wikidata | Bauernhof  |
| Habnith 5 (Standort)  | Bauernhaus           | Zweieinhalbgeschossiger Satteldachbau, massiv und verputzt, mit zwei Zwerchgiebeln, in der Art des Schweizerhauses, bezeichnet „1891“, Erdgeschoss mit geohrten Rahmen und gewölbten Stallungen, bezeichnet „1774“ | D-4-79-135-34 Wikidata | Bauernhaus |
| Habnith 15 (Standort) | Bauernhof            | Wohnstallhaus, zweigeschossiger, giebelständiger Satteldachbau, massiv und verputzt, Eckquaderung und geohrte Tür- und Fensterrahmungen, bezeichnet „1813“                                                         | D-4-79-135-35 Wikidata | Bauernhof  |
| Habnith 19 (Standort) | Ehemaliges Schulhaus | Zweigeschossiger Satteldachbau, massiv und verputzt, Dachreiter mit Spitzhelm, 1894 | D-4-79-135-53 Wikidata | BW         |

### Hebanz
| Lage                                                            | Objekt              | Beschreibung | Akten-Nr.     | Bild |
| --------------------------------------------------------------- | ------------------- | --- | ------------- | ---- |
| Hebanz 3 (Standort)                                             | Bauernhof           | Zweigeschossiges Wohnstallhaus mit Halbwalmdach auf der freien Seite, massiv und verputzt, gezahnte Eckquaderung, in der Türrahmung bezeichnet „1845“, Stallteil bezeichnet „1764“ | D-4-79-135-36 | BW   |
| In Hebanz, an der Ortsdurchfahrt (Staatsstraße 2176) (Standort) | Feuerleiterschuppen | Mitte 19. Jahrhundert, mit Gerät | D-4-79-135-54 | BW   |

### Holzmühl
| Lage                   | Objekt        | Beschreibung | Akten-Nr.     | Bild |
| ---------------------- | ------------- | --- | ------------- | ---- |
| Holzmühl 1 (Standort)  | Bauernhaus    | Zweigeschossiger Satteldachbau mit Wohn- und Stallteil, reichere Granit-Türrahmung, spätbarock | D-4-79-135-38 | BW   |
| Holzmühl 3 (Standort)  | Bauernhof     | Stattliches, zweigeschossiges Wohnstallhaus mit Halbwalmdach, massiv und verputzt, 1794, Rundbogen-Hoftor mit separatem Eingang Angebautes Austragshaus, massiver Walmdachbau, Stadel, Holzbau mit Satteldach, an Schwellbalken bezeichnet „1798“ | D-4-79-135-39 | BW   |
| Holzmühl 10 (Standort) | Wohnstallhaus | Giebelständiger Satteldachbau, Obergeschoss in Fachwerk, geohrte Tür- und Fensterrahmungen aus Granit, um 1800 | D-4-79-135-41 | BW   |

### Karolinenhain
| Lage                                                                                           | Objekt                                           | Beschreibung | Akten-Nr.     | Bild |
| ---------------------------------------------------------------------------------------------- | ------------------------------------------------ | --- | ------------- | ---- |
| Nähe Karolinenhain, östlich des Karolinenhains an Weggabelung Nähe Gemarkungsgrenze (Standort) | Inschriftenstein zur Gründung des Karolinenhains | Bezeichnet „1813“ | D-4-79-135-56 | BW   |
| Karolinenhain 2 (Standort)                                                                     | Bauernhof                                        | Kleinbauernhaus, eingeschossiger Satteldachbau mit Fachwerkgiebel, 1828                                                                                           | D-4-79-135-55 | BW   |
| Karolinenhain 2 (Standort)                                                                     | Bauernhof                                        | Sogenannter Mordstein, 1919 | D-4-79-135-55 | BW   |
| Karolinenhain 3, Karolinenhain 2 (Standort)                                                    | Wohnstallhaus mit ehemaliger Knochenmühle        | Eingeschossiger Satteldachbau, Granitstein, verputzt, Stallteil gewölbt, bezeichnet „1833“, Sockelfundament des abgegangenen Windrades, 1924, zugehörig Mühlstein | D-4-79-135-77 | BW   |

### Leuthenforst
| Lage                                               | Objekt    | Beschreibung | Akten-Nr.     | Bild |
| -------------------------------------------------- | --------- | --- | ------------- | ---- |
| Leuthenforst 5 (Standort)                          | Bauernhof | Eingeschossiges Wohnhaus mit Frackdach, Obergeschoss Fachwerk, am Schwellbalken bezeichnet „1788“, gefelderte Granit-Türrahmung                                                                                          | D-4-79-135-43 | BW   |
| Förstlein; Marktleuthener Allee; Würfel (Standort) | Jagdstern | ehemaliges markgräflich-bayreuthisches Jagdrevier, sternförmig von einem Zentrum ausstrahlende Schneisen im Wald, entstanden unter Markgraf Friedrich III. (reg. 1711–1763) (teilweise im Gebiet des Marktes Thierstein) | D-4-79-159-43 | BW   |

### Neudes
| Lage                 | Objekt                           | Beschreibung                                                                                        | Akten-Nr.     | Bild |
| -------------------- | -------------------------------- | --------------------------------------------------------------------------------------------------- | ------------- | ---- |
| Neudes 4 (Standort)  | Bauernhaus                       | Zweigeschossiger Satteldachbau mit Krüppelwalm, geohrte Türrahmung, Türe am Stall bezeichnet „1842“ | D-4-79-135-44 | BW   |
| Neudes 5 (Standort)  | Bauernhaus                       | Zweigeschossiger Satteldachbau mit Krüppelwalm, massiv und verputzt, Türrahmung bezeichnet „1824“   | D-4-79-135-45 | BW   |
| Neudes 8 (Standort)  | Bauernhaus                       | Zweigeschossiger Satteldachbau mit Krüppelwalm, massiv und verputzt, Türrahmung bezeichnet „1752“   | D-4-79-135-46 | BW   |
| Neudes 11 (Standort) | Kommunhaus mit Milch-Kühlkammern | Erdgeschoss gemauert und verputzt, Obergeschoss in Holz, Walmdach mit Dachreiter, 19. Jahrhundert   | D-4-79-135-47 | BW   |

### Neudorfermühle
| Lage                        | Objekt          | Beschreibung | Akten-Nr.              | Bild            |
| --------------------------- | --------------- | --- | ---------------------- | --------------- |
| Neudorfermühle 1 (Standort) | Ehemalige Mühle | Zweigeschossiges Wohnstallhaus mit Halbwalm an der freien Seite, geohrte Tür- und Fensterrahmungen, um 1800, modern verkleidet | D-4-79-135-48 Wikidata | Ehemalige Mühle |

### Ruggenmühle
| Lage                 | Objekt      | Beschreibung | Akten-Nr.     | Bild |
| -------------------- | ----------- | --- | ------------- | ---- |
| Hebanz 19 (Standort) | Ruggenmühle | Wohnstallhaus mit Satteldach und Fachwerkobergeschoss, Türstock bezeichnet „1768“, Mühlenanbau, massiv und verputzt, Halbwalmdach auf der freien Seite, bezeichnet „1771“, Granit-Brunnentrog, bezeichnet „1765“ | D-4-79-135-37 | BW   |

### Wendenhammer
| Lage                                        | Objekt                        | Beschreibung | Akten-Nr.     | Bild |
| ------------------------------------------- | ----------------------------- | --- | ------------- | ---- |
| In Wendenhammer (Standort)                  | Rundbogenbrücke über die Eger | Vierbogig, teilweise erneuert, mit Brückenstein, 1738 und 1911 | D-4-79-135-51 | BW   |
| Wendenhammer 1, Wendenhammer 1 a (Standort) | Ehemaliges Hammerherrenhaus   | Stattlicher, zweigeschossiger Halbwalmdachbau, massiv und verputzt, mit Seiten- und Mittelrisaliten, klassizistisch, 1815, westliche Stirnseite modern verkleidet | D-4-79-135-49 | BW   |
| Wendenhammer 2 (Standort)                   | Wohnhaus                      | Zweigeschossiger Halbwalmdachbau, massiv und verputzt, Giebel Fachwerk, erste Hälfte 19. Jahrhundert                                                              | D-4-79-135-50 | BW   |

## Ehemalige Baudenkmäler
In diesem Abschnitt sind Objekte aufgeführt, die früher einmal in der Denkmalliste eingetragen waren, jetzt aber nicht mehr. Objekte, die in anderem Zusammenhang also z. B. als Teil eines Baudenkmals weiter eingetragen sind, sollen hier nicht aufgeführt werden. Aktennummern in diesem Abschnitt sind ehemalige, jetzt nicht mehr gültige Aktennummern.

| Lage                                   | Objekt            | Beschreibung                                                                                 | Akten-Nr.     | Bild |
| -------------------------------------- | ----------------- | -------------------------------------------------------------------------------------------- | ------------- | ---- |
| Großwendern Großwendern 21 (Standort)  | Granit-Türrahmung | Bezeichnet mit „1816“                                                                        | D-4-79-135-28 | BW   |
| Holzmühl Holzmühl 8 (Standort)         | Wohnstallhaus     | Mit Satteldach, um 1800                                                                      | D-4-79-135-40 | BW   |
| Leuthenforst Leuthenforst 1 (Standort) | Bauernhof         | Eingeschossiges Wohnhaus mit Frackdach, Obergeschoss Fachwerk, zweite Hälfte 18. Jahrhundert | D-4-79-135-42 | BW   |

## Abgegangene Baudenkmäler
In diesem Abschnitt sind Objekte aufgeführt, die früher einmal in der Denkmalliste eingetragen waren, jetzt aber nicht mehr existieren, z. B. weil sie abgebrochen wurden. Aktennummern in diesem Abschnitt sind ehemalige, jetzt nicht mehr gültige Aktennummern.

| Lage                                     | Objekt   | Beschreibung | Akten-Nr.    | Bild |
| ---------------------------------------- | -------- | --- | ------------ | ---- |
| Marktleuthen Humboldtstraße 8 (Standort) | Wohnhaus | Zweigeschossiger Halbwalmdachbau, verputzt, mit geohrten Fensterrahmungen, frühes 19. Jahrhundert, jüngerer Anbau nicht denkmalrelevant | D-4-79-135-4 | BW   |